# Peak Hill (Devon)
Der Peak Hill ist ein teilweise erodierter Hügel, der in einer Felswand an die englische Ärmelkanalküste in der Nähe von Sidmouth in Devon grenzt.

## Lage
Peak Hill befindet sich unmittelbar westlich des Stadtzentrums von Sidmouth. Er liegt mit seinem Nachbarn High Peak zwischen Sidmouth und dem Dorf Otterton. Sidmouth liegt 20 Kilometer östlich der Stadt Exeter, 14 Kilometer südlich von Honiton und etwa 16 Kilometer nordöstlich von Exmouth. Der höchste Punkt des Peak Hill liegt 156 Meter über dem Meeresspiegel.

## Geologie
Peak Hill ist Teil der Jurassic Coast. An der Küstenseite des Peak Hill treten drei Gesteinsbänke zutage: Die Mercia Mudstones bilden mit Ablagerungen verschiedener Tonsteine, Schluffsteine und Sandsteine die Basis der Klippe. Sie bildeten sich vor 200 Millionen Jahren im heißen und trockenen Klima der Trias.
Oberhalb dieser Trias-Formationen liegen Schichten aus Upper Greensand, einer Felsformation aus der Kreidezeit, die vor etwa 80 Millionen Jahren gebildet wurden.
Unter der Oberfläche von Peak Hill liegt eine Schicht von Feuerstein-Kies. Diese Schicht ist möglicherweise der Rest einer aufgelösten Kreide-Deckschicht aus dem frühen Tertiär vor etwa 60 bis 65 Millionen Jahren.